# Diócesis de Gergi
La sede titular de Gergi (en latín: Dioecesis Gergitana) es una sede titular de la Iglesia católica.

## Historia
Gergi, identificado con Zarzis, en Túnez, es una antigua sede episcopal de la provincia romana de la Tripolitania.
Es difícil identificar a los obispos a esta diócesis africana debido a que los diversos manuscritos de la época generan confusión con la homonimia sede titular de Girba. Según Toulotte, algunos de los obispos atribuidos a Girba podrían pertenecer a la diócesis de Gergi.
Hoy Gergi sobrevive como sede episcopal titular; siendo su actual obispo titular Jorge Luis Wagner, auxiliar de Bahía Blanca.

## Episcopologio
- John van Sambeek, M.afr. † (19 de noviembre de 1936 - 25 de marzo de 1953 nombrado obispo de Kigoma)
- Otàvio Barbosa Aguiar † (6 de noviembre de 1954 - 24 de febrero de 1956 nombrado obispo de Campina Grande)
- Luis Aníbal Rodríguez Pardo † (28 de julio de 1956 - 22 de mayo de 1958 nombrado obispo de Santa Cruz de la Sierra)
- Luigi Oldani † (31 de octubre de 1961 - 5 de agosto de 1976 fallecido)
- Antonio María Rouco Varela (17 de septiembre de 1976 - 9 de mayo de 1984 nombrado arzobispo de Santiago de Compostela)
- Patricio Infante Alfonso (7 de agosto de 1984 - 12 de diciembre de 1990 nombrado arzobispo de Antofagasta)
- Jurij Bizjak (13 de mayo de 2000 - 26 de mayo de 2012 nombrado obispo de Capodistria)
- Sérgio de Deus Borges, desde el 27 de junio de 2012
- Jorge Luis Wagner, desde 24 de septiembre de 2019